# Salterio di Montpellier
Il Salterio di Montpellier, noto anche come Salterio di Carlo Magno, è un manoscritto miniato contenente il testo di Salmi, datato 772-795. Attualmente è conservato presso la Biblioteca interuniversitaria di Montpellier, nel complesso della Facoltà di Medicina di Montpellier (H 409). 

## Storia
Il manoscritto è datato al terzo quarto dell'VIII secolo e proviene probabilmente dal monastero benedettino di Mondsee, situato all'epoca nel ducato di Baviera e attualmente in Austria. Era probabilmente destinato a un personaggio reale rimasto sconosciuto. Prima del 794, il manoscritto fu inviato all'abbazia Notre-Dame de Soissons. Una parte delle litanie fu aggiunta in questa sede, alla fine del manoscritto (f. 331-346), menzionando così papa Adriano I, morto nel 795, Fastrada di Franconia, moglie di Carlo Magno, morta nel 794, la loro figlia Rotrude e infine Ildegarda, monaca di questa abbazia. Successivamente, nella prima metà del IX secolo, il manoscritto fu trasferito all'abbazia di San Germano forse per iniziativa di Heribald, vescovo di Auxerre, o di Corrado I di Borgogna, abate laico dell'abbazia e conte della città.
Parte del testo del manoscritto fu pubblicato da Jean Mabillon nel 1676 nei suoi Vetera Analecta (volume II). Nel XVIII secolo il manoscritto apparteneva al bibliofilo Jean Bouhier de Savigny. Il genero vendette la sua collezione all'Abbazia di Clairvaux nel 1784. Dopo la chiusura dell'abbazia, i manoscritti furono trasferiti a Bar-sur-Aube e poi a Troyes. Il manoscritto avrebbe dovuto essere inviato alla Bibliothèque nationale, ma fu fraudolentemente inviato alla Facoltà di Medicina di Montpellier nel 1804.

## Descrizione
Il manoscritto contiene ue parti distinte:
- la prima (f.1-330) contiene i salmi e i commenti abbreviati ai salmi, scritti in scrittura pre-carolina e prodotti nell'abbazia di Mondsee;
- la seconda (f.331-346) contiene i cantici e le litanie, in scrittura carolina, aggiunti mentre il manoscritto si trovava a Soissons.[3]

Il libro contiene due grandi miniature raffiguranti Davide che recita i salmi con un salterio in mano (f.1v) e Cristo con un libro e uno stiletto in mano (f.2v), entrambi in piedi e incorniciati da un arco semicircolare.
Contiene anche scritte ornamentali o zoomorfe (pesci) in rosso, giallo o verde.